# No céu tem pão?

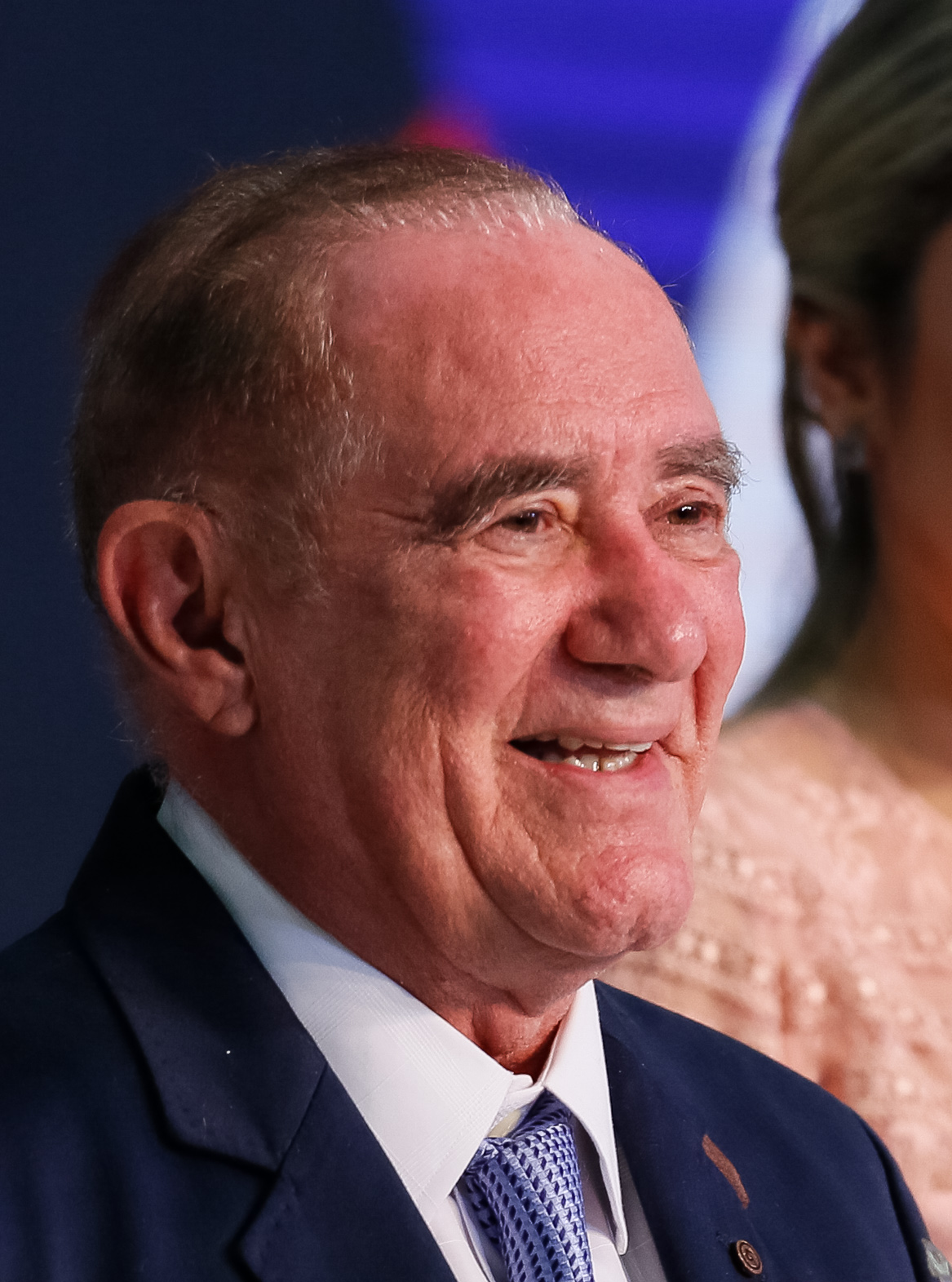
Renato Aragão em 2017

No céu tem pão? é um meme da Internet que surgiu a partir de uma história contada por Renato Aragão.

## Origem
Desde o começo do Criança Esperança, Renato Aragão conta a história de uma criança que, no leito de morte, morre logo após perguntar para a mãe se havia pão no céu. A história também foi contada no programa Planeta Xuxa, em setembro de 2000.

## Repercussão e resposta
Apesar de triste, a história virou meme pois Renato a conta frequentemente, e sempre se emociona. A história ficou popular na Internet e inspirou montagens e remixes. Em 2013, Renato novamente repetiu a história no Criança Esperança daquele ano, gerando uma nova onda de memes. O caso acabou entrando em listas de melhores memes de 2013 da Exame e do Estadão e também entrou na lista de "maiores memes da década" da 33Giga. O meme é citado no livro Os 198 Maiores Memes Brasileiros que Você Respeita, de Kleyson Barbosa.
Em 2019, Renato criticou a repercussão da história como meme, respondendo: "Eu não sei quem inventou essa história. É uma brincadeira de mau gosto. Essa pessoa que fez isso deveria ser presa. Meus advogados vão procurar saber quem fez isso. Mas essas pessoas não existem para mim. Nem estou levando isso em consideração".